# 菅平高原

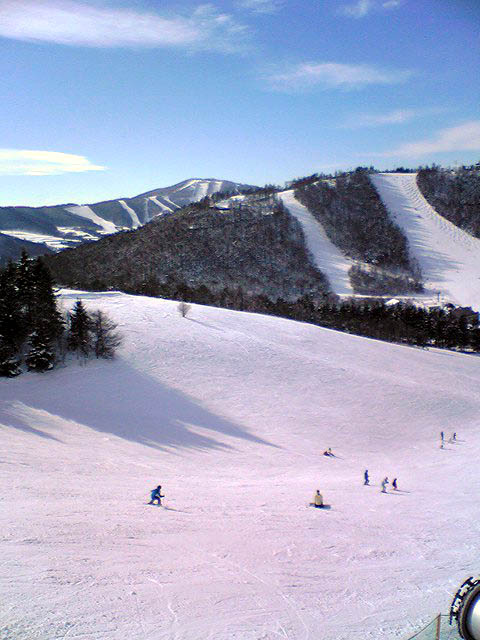
菅平高原

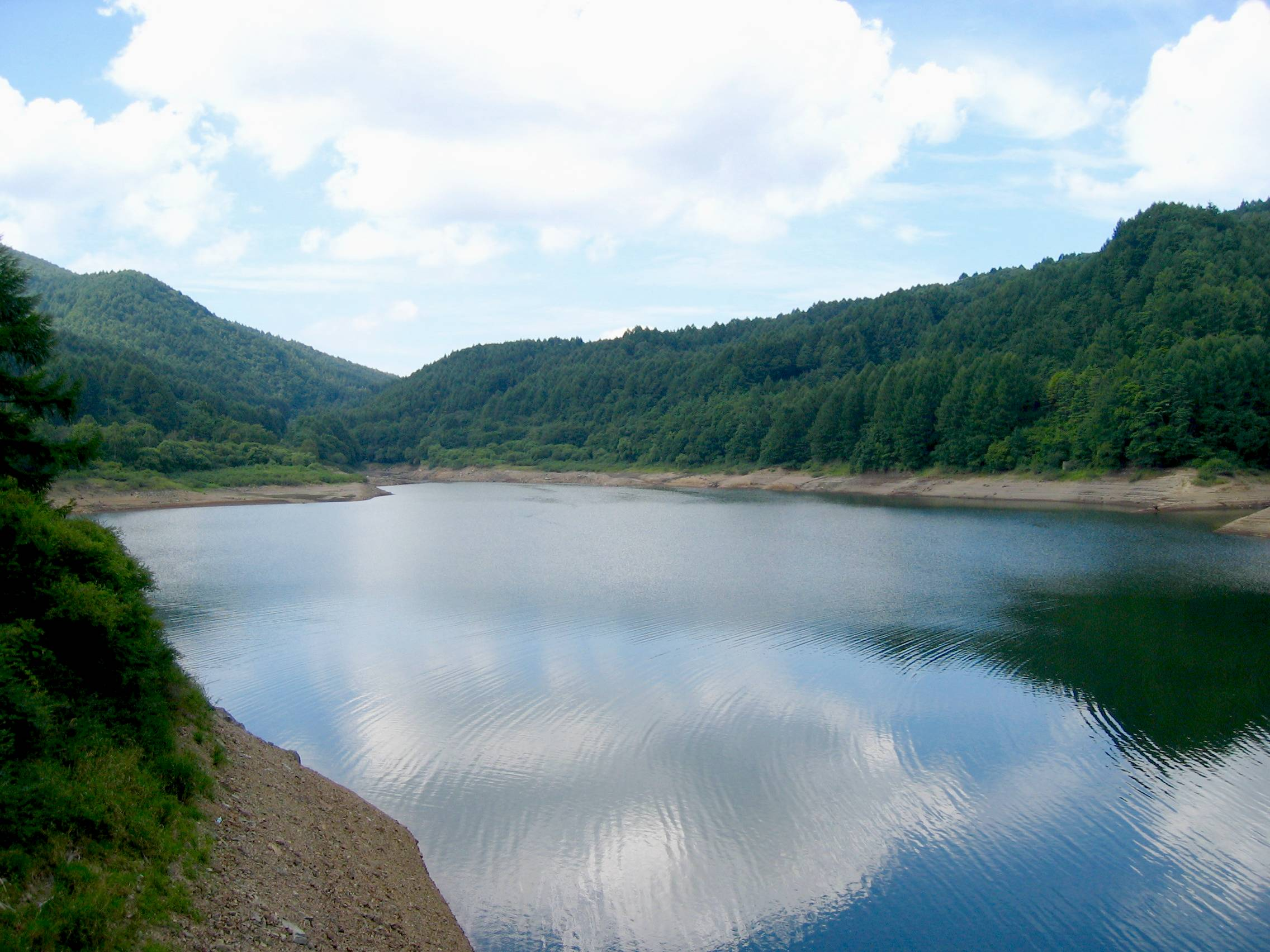
菅平湖

菅平高原（すがだいらこうげん）は、上信越高原国立公園に属し、長野県上田市の北部から須坂市にまたがる、標高1,250〜1,650mの高原地帯である。

## 概要
夏でも冷涼な気候であるため、古くから林間学校やラグビー合宿のメッカとして知られ、サッカー、テニス、ゴルフ、陸上競技、パラグライダー、乗馬、スキーなど多種多様なスポーツが盛んに行われている。また、十ノ原地区は別荘地となっている。夏の冷涼な気候を利用した高原野菜の栽培も盛んである。
1927年に矢追秀武によって「日本のダボス」と命名され、同年には菅平スキークラブが誕生した。1928年（昭和3年）1月には菅平高原スキー場が開設された。
1929年には来日したハンネス・シュナイダーによって「日本のシュヴァルツヴァルト (Japanisch Schwarzward)」として海外に紹介された。
1931年（昭和6年）には、ラグビー合宿所として法政大学ラグビー部を初めて誘致。翌年には早稲田大学も利用し、ラグビーのグラウンドが増えていった。
1999年（平成11年）、天然芝グラウンド5面と全天候型の第3種公認陸上競技場を備える「菅平高原スポーツランド」（愛称・サニアパーク菅平）が完成。ラグビー、サッカー、陸上競技などの試合や練習に使われる。
2018年（平成30年）には屋内トレーニング施設を備えた「菅平高原アリーナ」がオープンした。
2020年（令和2年） コロナ禍で困窮するラグビー夏合宿の聖地・菅平支援としてクラウドファンディング「WE ARE スガダイラーズ PROJECT」で支援を呼びかけ、60,188,372円の支援金を得た。
2024年（令和6年）4月1日、3年間のネーミングライツ契約により、菅平高原スポーツランドは「アンダーアーマー菅平サニアパーク」に、菅平高原アリーナは「アンダーアーマー菅平アリーナ」へと名称変更した。

## 自然

### 山
周辺部に、日本百名山に数えられる四阿山 (2,354m) を最高峰に、花の百名山に数えられる根子岳 (2,207m) といった2,000m級の山がある。

### 気候
夏季冷涼・冬季厳寒の亜寒帯湿潤気候である。
最暖月(8月)平均気温は、19.5℃と過ごしやすい。特に朝晩は非常に涼しく、夏季でも最低気温が一桁となる日がある。また9月下旬には、最低気温が氷点下になることもある。夏季の最高気温は、基本的に30℃を超えることはない。気象観測開始以来、30℃以上の真夏日を記録したのは3日のみで、直近では、2000年7月23日に30.3℃を記録して以降、真夏日は観測されていない。日差しは強いものの、運動するのに適した気候である。
高原地帯でありながら盆地状の地形かつ晴天率が高いため、冬季は放射冷却が非常に起こりやすい。最寒月(1月)平均気温は-6.2℃、1月の平均最低気温は-13.0℃であり、北海道内陸部に匹敵する寒さである。最低気温は、毎年のように-20℃を下回る。2012年2月19日午前4時頃には-29.2℃を記録しており、これは、公式記録としては本州で最も低い気温である。また、2023年1月25日には、歴史的寒波により日最高気温が-12.5℃までしか上がらず、観測史上最も低い最高気温となった。
平均気温に関して、1991〜2020年のデータを反映した最新の平年値に更新されたが、従前(1981〜2010)の平年値とさほど変わっていない。例えば、1月の平均最低気温は、-12.8℃→-13.0℃と、むしろ寒冷化している。他の地域と違って、地球温暖化の影響をそこまで受けていないと言える。
内陸に位置しているため、年間平均降雪量は648cm、平均最深積雪量は104cmと、豪雪地帯の中では少ない方である。しかし、気温が低いため雪は溶けづらい。
西高東低の冬型の気圧配置の時よりも、南岸低気圧が通過する時に大雪となりやすく、最深積雪記録トップ10のうち殆どが、2月後半〜3月にかけて記録されている。過去最高の積雪量は、2014年2月16日に記録された152cmである。

### 地形
盆地状の地形になっており、中央部に湿原がある。

## 観光

### ゴルフ場
- 上田菅平高原グランヴィリオゴルフ倶楽部[9]（旧：菅平高原CC）（上田市）
- 菅平グリーンゴルフ（須坂市）

### スキー場
- 菅平高原スノーリゾート
- ハーレースキーリゾート
- パインビークスキー場

### その他
- アンダーアーマー菅平サニアパーク（菅平高原スポーツランド）- ラグビー、サッカー、陸上競技などの総合運動施設）
- アンダーアーマー菅平アリーナ（菅平高原アリーナ）- バスケットボール、バレーボールなどの屋内スポーツ施設
- 根子岳トレッキングコース
- 四阿山トレッキングコース
- ダボスの丘・菅平牧場ハイキングコース
- 菅平湿原
- 菅平高原自然館
- 菅平牧場
- 唐沢の滝
- 菅平ダム（菅平湖）

## 施設
- アンダーアーマー菅平サニアパーク（菅平高原スポーツランド）
- アンダーアーマー菅平アリーナ（菅平高原アリーナ）
- 電気通信大学菅平宇宙電波観測所
- 筑波大学実験センター 樹木園 （サニアパークの北に隣接する）
- 日本大学経済学部菅平研修所
- 学校法人塚本学院菅平高原研修センター
- 学校法人大原学園菅平ビガークラブ（研修所）